# Campanula expansa
Campanula expansa är en klockväxtart som beskrevs av Johann Heinrich Rudolph. Campanula expansa ingår i släktet blåklockor, och familjen klockväxter. Inga underarter finns listade i Catalogue of Life.